# Serhij Bubka
Serhij Nasarowytsch Bubka, auch Sergej Bubka (ukrainisch Сергій Назарович Бубка; engl. Transkription Serhiy Bubka; russisch Сергей Назарович Бубка / Sergei Nasarowitsch Bubka / Sergey Bubka; * 4. Dezember 1963 in Luhansk, Ukrainische SSR, Sowjetunion), ist ein ehemaliger sowjetischer, dann ukrainischer Stabhochspringer und hielt mit 6,14 m bis zum 17. September 2020 den gültigen Weltrekord im Freien. Von 2005 bis November 2022 war er Vorsitzender des Nationalen Olympischen Komitees der Ukraine. Seit 2007 ist er Vizepräsident des Internationalen Leichtathletik-Verbandes (IAAF) und seit 1996 Ehrenmitglied des Internationalen Olympischen Komitees (IOC).

## Leben
Der ukrainische Leichtathlet ist der erfolgreichste Stabhochspringer in der Geschichte dieser Disziplin. Er trat bis 1991 für die Sowjetunion an, 1992 für die Gemeinschaft Unabhängiger Staaten und ab 1993 für die Ukraine. Bei einer Körpergröße von 1,83 m betrug sein Wettkampfgewicht 80 kg.
1988 wurde er in Seoul Olympiasieger. In den Jahren 1983 bis 1997 wurde er sechsmal in Folge Weltmeister. Er stellte insgesamt 35 Weltrekorde auf und schaffte 43 Sprünge über die 6-Meter-Marke. Seit den 1980er Jahren verbesserte er kontinuierlich den Stabhochsprungweltrekord und ließ dabei – auf seine kontinuierliche Leistungsfähigkeit vertrauend – die Latte meist nur jeweils einen Zentimeter höher legen. So konnte er jedes Mal die vom jeweiligen Veranstalter ausgelobte Erfolgsprämie kassieren. Er hielt mit 6,14 m den Stabhochsprungweltrekord über 20 Jahre lang und wurde erst am 15. Februar 2014 von Renaud Lavillenie überboten, der jedoch seinen Rekord in der Halle und nicht wie Bubka im Freien erzielte.
In der ukrainischen Stadt Donezk, in der er auch lebte, organisierte er jedes Jahr im Februar einen Wettbewerb mit den jeweils besten Stabhochspringern der Welt. Seit dem 23. Juni 2005 ist er Vorsitzender des Nationalen Olympischen Komitees der Ukraine. Sein Sohn Serhij Bubka spielt Tennis auf der ATP World Tour.

## Sportliche Karriere

### Für die Sowjetunion bis 1991

#### Bis zur 6-Meter-Marke
Serhij Bubka war 1981 Siebter bei den Junioreneuropameisterschaften. Als noch unbekannter Athlet trat er bei den ersten Weltmeisterschaften 1983 in Helsinki an. Nachdem die Qualifikation wegen Regens abgebrochen worden war, starteten 27 Springer zum Finale am 14. August 1983. Nach siebeneinhalb Stunden war Bubka der einzige Springer, der 5,70 m überquerte. Damit war Bubka der erste Weltmeister im Stabhochsprung. Bis 1999 sollte er auch der einzige bleiben.
In der Hallensaison 1984 steigerte Bubka den Hallenweltrekord dreimal bis auf 5,83 m. Am 26. Mai 1984 stellte Bubka mit 5,85 m in Bratislava seinen ersten Freiluftweltrekord auf. Am 13. Juli gelang ihm in London der erste Sprung über 5,90 m. Seinen einzigen Meistertitel der Sowjetunion gewann Bubka ebenfalls 1984, an den Olympischen Spielen konnte er aber wegen des Boykotts der Sowjetunion nicht teilnehmen. Nach den Spielen fand in Rom am 31. August das Internationale Sportfest statt. Bei diesem Sportfest gelang dem Franzosen Thierry Vigneron ein Weltrekord mit 5,91 m. Er war damit für beinahe 30 Jahre der letzte Stabhochsprungweltrekordler, der nicht Serhij Bubka hieß. Allerdings war Vigneron nur für zehn Minuten im Besitz des Weltrekordes, denn Bubka war ebenfalls im Wettbewerb und gewann mit 5,94 m.
In der Hallensaison 1985 wurde Bubka mit 5,70 m Halleneuropameister und gewann bei den Hallenweltspielen mit 5,85 m. Bei beiden Ereignissen war übrigens auch sein älterer Bruder Wassyl Bubka am Start, der bei den Europameisterschaften Vierter und bei den Weltspielen Dritter wurde. In der Freiluftsaison 1985 konnte Bubka nur einen Weltrekord aufstellen, aber mit dem Sprung schrieb er Leichtathletikgeschichte. Am 13. Juli 1985 in Paris war Serhij Bubka der erste, der die 6-Meter-Marke überqueren konnte. Er hatte den Wettbewerb mit 5,70 m begonnen und ließ als nächste Höhe die 6,00 m folgen, die er im dritten Versuch meisterte.

#### Die Jahre 1986 bis 1991
Die Hallensaison 1986 nutzte Bubka für vier Hallenweltrekorde, zuletzt 5,95 m in New York am 28. Februar. Am 8. Juli verbesserte er den Freiluftrekord in Moskau auf 6,01 m. Bei den Europameisterschaften 1986 in Stuttgart gewann er mit 5,85 m vor seinem Bruder und dem Franzosen Philippe Collet, die 5,75 m übersprangen.
Bei den ersten offiziellen Hallenweltmeisterschaften 1987 in Indianapolis gewann Bubka mit 5,85 m. Eine Woche später verbesserte er den Hallenweltrekord auf 5,97 m. Im Freien steigerte er in Prag den Weltrekord auf 6,03 m. Bei den Weltmeisterschaften in Rom gewann er mit 5,85 m vor Thierry Vigneron und seinem Mannschaftskameraden Rodion Gataullin.
1988 steigerte Bubka den Freiluftweltrekord über 6,05 m in Bratislava, auf 6,06 m in Nizza. Bei den Olympischen Spielen 1988 in Seoul gewann er mit 5,90 m vor Gataullin, der 5,85 m überquerte.
Am 11. Februar 1989 gelang Bubka in Osaka mit 6,03 m der erste Hallensprung über die 6-Meter-Marke. Ein Jahr später überquerte er in Donezk 6,05 m. In der Freiluftsaison 1990 war Bubka lange verletzt. Gleichwohl trat er in Split bei den Europameisterschaften an. Mit 5,70 m wurde er Sechster, während Gataullin mit 5,85 m gewann. Dieses Ergebnis bedeutete Bubkas erste Niederlage bei einer Meisterschaft seit 1983.
Das wohl erfolgreichste Jahr in der Karriere Bubkas war das Jahr 1991. In der Halle verbesserte er viermal den Weltrekord, zuletzt in Grenoble auf 6,12 m, und erstmals war der Hallenweltrekord besser als der Freiluftweltrekord. In Sevilla gewann er mit 6,00 m auch die Hallenweltmeisterschaften. In der Freiluftsaison steigerte er den Weltrekord ebenfalls viermal, zuletzt auf 6,10 m in Malmö. Bei den Weltmeisterschaften 1991 in Tokio gewann Bubka seinen dritten Titel in Folge. Mit 5,95 m verwies er den Ungarn István Bagyula (5,90 m) auf Platz zwei. Dahinter folgten mit Maxim Tarassow und Rodion Gataullin die anderen beiden Springer aus der Sowjetunion.

### Für die Gemeinschaft unabhängiger Staaten 1992
In der Halle verbesserte Bubka am 21. Februar 1992 den Weltrekord auf 6,13 m. Im Freien sprang er im Juni in Dijon 6,11 m. Am 7. August im Finale der Olympischen Spiele 1992 in Barcelona stieg Bubka, wie mittlerweile bei ihm üblich, bei 5,70 m in den Wettbewerb ein. Völlig ungewohnt aber war, dass ihm kein gültiger Sprung gelang. Olympiasieger wurde der Russe Maxim Tarassow, mit dem er in der Mannschaft der Gemeinschaft Unabhängiger Staaten zum letzten Mal gemeinsam in der Mannschaft stand. Drei Wochen nach den Olympischen Spielen steigerte Bubka den Weltrekord in Padua auf 6,12 m und Ende September gelang ihm in Tokio ein Sprung über 6,13 m. Zum bislang letzten Mal war der Freiluftweltrekord gleich dem Hallenweltrekord.

### Für die Ukraine ab 1993
Anfang 1993 steigerte Bubka den Hallenweltrekord zweimal. Am 13. Februar in Lievin übersprang er 6,14 m. Am 21. Februar erreichte er in Donezk den mehr als 20 Jahre lang gültigen Hallenweltrekord von 6,15 m, der erst am 15. Februar 2014 von dem Franzosen Renaud Lavillenie an gleicher Stelle um einen Zentimeter überboten wurde. Bei den Weltmeisterschaften in Stuttgart gewann Bubka seinen vierten Titel in Folge mit übersprungenen 6,00 m. Nach dem Zerfall der Sowjetunion waren unter den ersten neun Springern sieben aus der ehemaligen UdSSR, darunter auf Platz neun mit 5,70 m auch Wassyl Bubka. Wie 1991 gewann Serhij Bubka auch 1993 den Gesamtweltcup der Leichtathleten.
Am 31. Juli 1994 stellte Bubka in der Höhe von Sestriere mit 6,14 m seinen letzten Weltrekord auf. Als Meisterschaftsspringer blieb er aber auch weiterhin erfolgreich. Bei den Hallenweltmeisterschaften 1995 gewann er mit 5,90 m vor dem Kasachen Igor Potapowitsch. Bei den Freiluftweltmeisterschaften 1995 in Göteborg stieg er einmal mehr bei 5,70 m in den Wettbewerb ein. Er schaffte die Höhe im zweiten Versuch. Mit seinem dritten Sprung über 5,92 m wurde er zum fünften Mal in Folge Weltmeister. Hinter ihm als Olympiasieger 1988 lagen in diesem Wettbewerb die Olympiasieger von 1992 Maxim Tarassow und von 1996 Jean Galfione.
Serhij Bubka trat bei den Olympischen Spielen 1996 wegen Verletzung nicht an. Im Jahr darauf stieg er nach zehn Monaten Verletzungspause wieder in das Wettkampfgeschehen ein und reiste mit einer Saisonbestleistung von 5,70 m (und einem Sprung über 5,80 m bei einem Schauspringen) zu den Weltmeisterschaften 1997 nach Athen. Im Finale drohte ihm bei 5,91 m das Aus, aber im zweiten Versuch gelang ihm die Höhe, und er ging in Führung. Nachdem Maxim Tarassov 5,96 m im ersten Versuch übersprungen hatte, war Bubka bei 6,01 m erneut unter Zugzwang. Bubka meisterte diese Höhe im ersten Versuch deutlich und gewann den sechsten Weltmeistertitel in Folge.
2000 sprang Serhij Bubka in der Halle noch einmal 5,60 m in einem Abschiedswettbewerb. Nach 17 Freiluft- und 18 Hallenweltrekorden, 43 Wettbewerben mit einer Höhe von über 6,00 Metern und 111 Wettbewerben mit einer Höhe von 5,90 Metern und mehr beendete Bubka seine Karriere.

## Tätigkeit als Politiker, Banker und Sportfunktionär

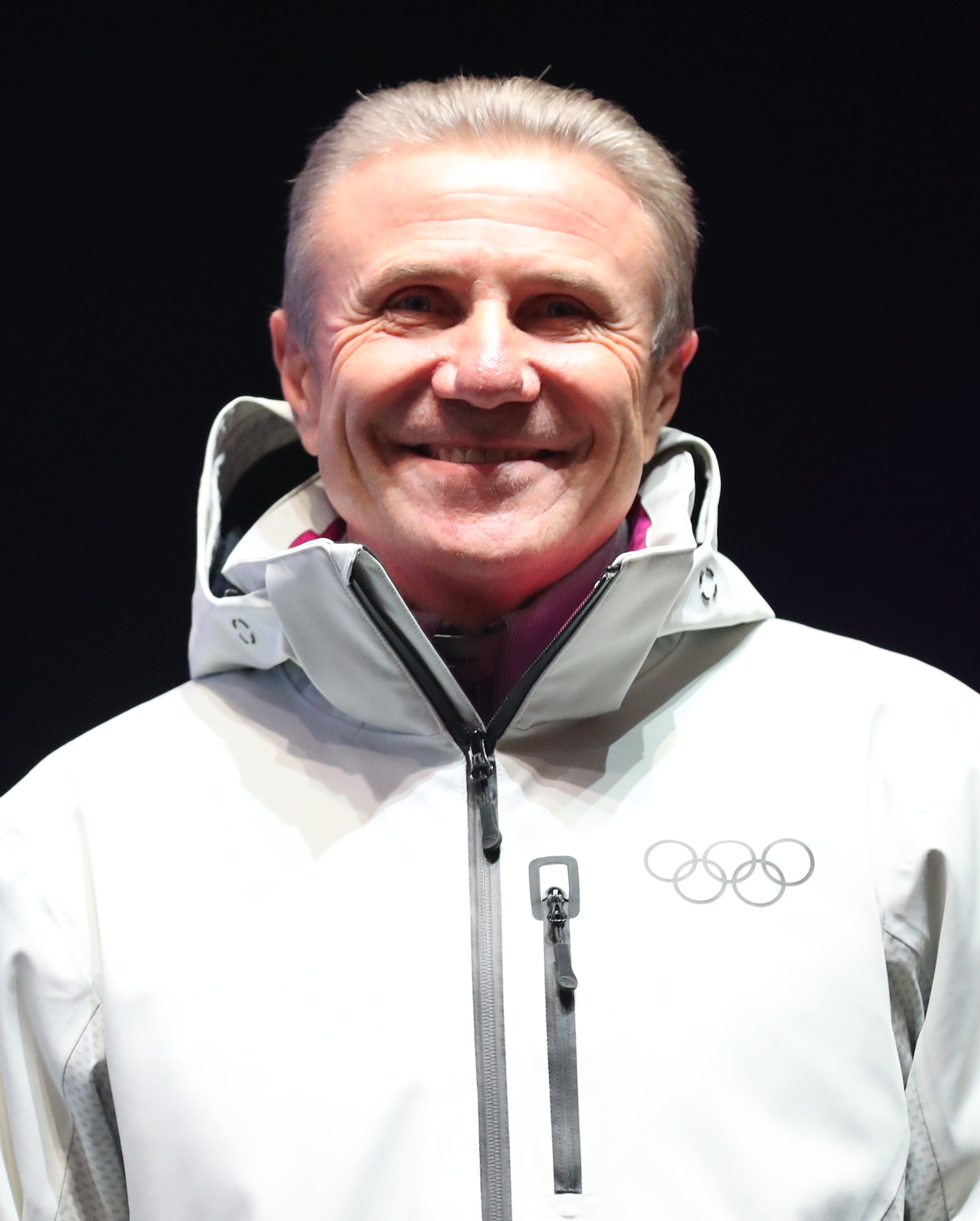
Bubka in seiner Funktion als IOC-Mitglied (2020)

Von 2002 bis 2006 war Bubka Abgeordneter im ukrainischen Parlament für die Partei der Regionen von Wiktor Janukowytsch. Seit dem 23. Juni 2005 ist er als Nachfolger von Janukowytsch Vorsitzender des Nationalen Olympischen Komitees der Ukraine. Von 2002 bis 2008 war er Vorsitzender der Athletenkommission des IOC. 2007 wurde er zum Vizepräsidenten der IAAF gewählt. Seit 2004 ist er der Präsident der Kiewer Rodovid Bank. Bis zur Verstaatlichung der Bank im Juli 2009 als Folge der Finanzkrise soll er auch einer der größten Aktionäre gewesen sein. Sein Vermögen wird auf 350 Mio. $ geschätzt. Im August 2015 verlor Bubka bei der Wahl zum IAAF-Präsidenten gegen Sebastian Coe mit 92 zu 115 Stimmen. Bubka hatte für sich mit einer Null-Toleranz für Doping und seinem Bemühen, der Leichtathletik weltweit zu mehr Popularität zu verhelfen, geworben. Bubka ist eines von 107 stimmberechtigten regulären Mitgliedern des IOC. Im Dezember 2023 enthüllte das ukrainische Investigativportal bihus.info, dass das Unternehmen Mont Blanc, im Besitz von Serhij Bubka und seinem Bruder Wassyl, von Mai bis Juli 2023 russischen Besatzungsbehörden in besetzten Gebieten im Osten der Ukraine Treibstoff verkaufte. Der Sicherheitsdienst der Ukraine (SBU) führte Untersuchungen gegen Mont Blanc durch. Bubka verließ die Ukraine im Sommer 2022 und ließ sich in Monaco nieder.

## Auszeichnungen

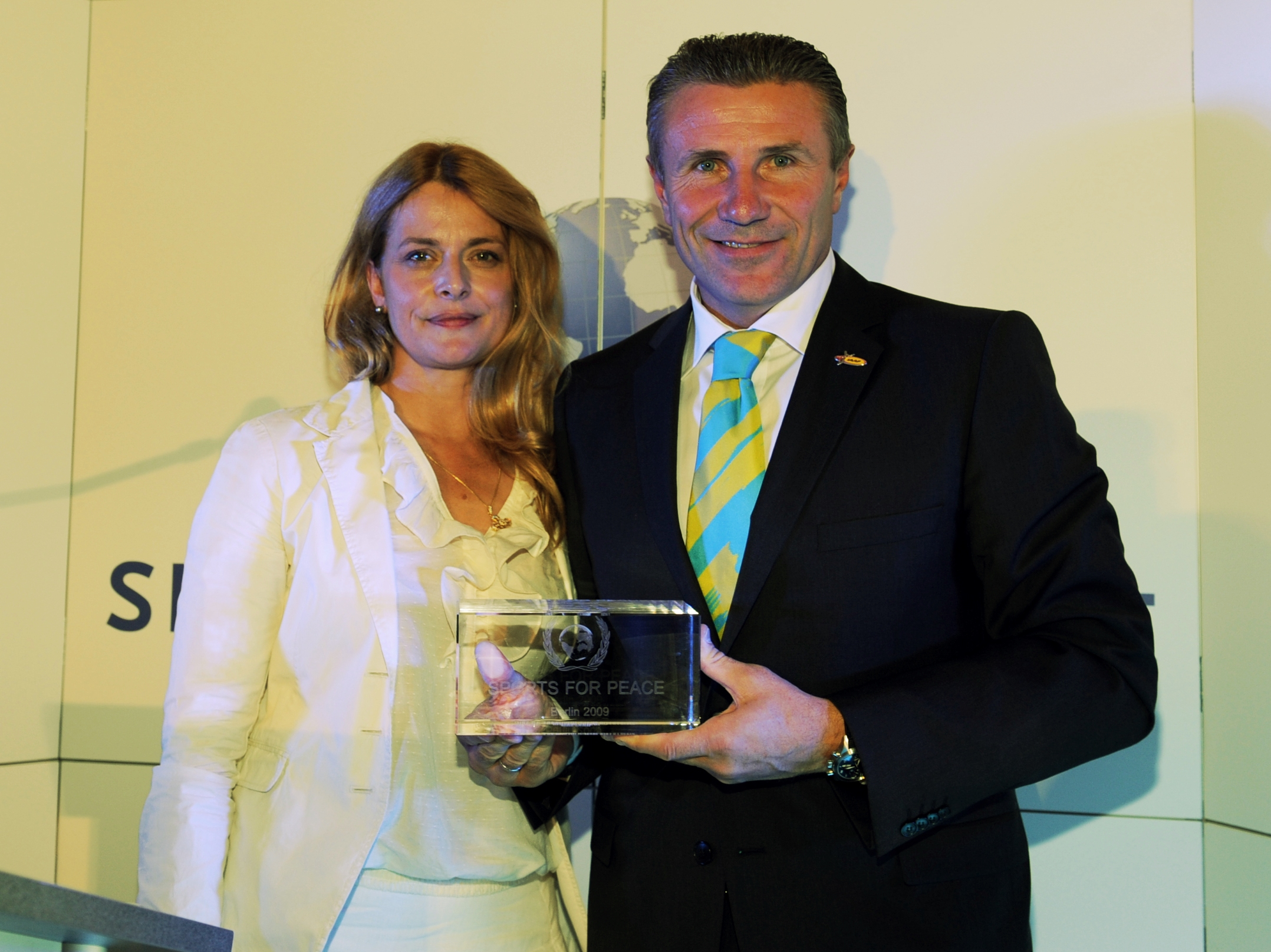
Nastassja Kinski überreicht den Sports-for-Peace-Award an Serhij Bubka (2009)

- 1985: Europas Sportler des Jahres (PAP)
- 1985, 1988, 1991: Europas Sportler des Jahres (UEPS)
- 1985, 1997: Champions des champions mondiaux (Weltsportler des Jahres in Frankreich)
- 1985: Uomini mondo (Weltsportler des Jahres in Italien)
- 2001: Held der Ukraine[6]
- 2008: Preis für das Lebenswerk des Laureus World Sports Awards
- 2008: Orden des Fürsten Jaroslaw des Weisen (V. Klasse)
- 2009: Sports for Peace Award
- 2011: Orden des Fürsten Jaroslaw des Weisen (IV. Klasse)
- 2012: Aufnahme in die IAAF Hall of Fame
- 2012: Orden des Fürsten Jaroslaw des Weisen (III. Klasse)